# Телков, Пётр Сергеевич
Пётр Сергеевич Телков (8 июля 1900, п. Фабрика Собинка, Владимирская губерния,  Российская империя — 2 февраля 1969, Одесса, УССР, СССР) — советский военачальник, генерал-майор (20.04.1945).

## Биография
Родился 8 июля 1900 года в поселке Фабрика Собинка, ныне в черте города Собинка, Владимирской области России. Русский.

### Военная служба

#### Гражданская война
29 мая 1919 года Владимирским уездным военкоматом призван в РККА и направлен курсантом на Костромские советские пехотные курсы. После их окончания в марте 1920 года назначен командиром взвода в 8-й запасной полк в город Владимир. Летом был направлен на Юго-Западный фронт. В составе 366-го стрелкового полка командиром взвода участвовал в боях с белополяками и петлюровцами в Галиции. В декабре с полком был переброшен в Киевскую губернию для борьбы с бандитизмом. С января 1921 года командовал взводом в 362-м стрелковом кадровом полку в городе Каменец-Подольский, с мая исполнял должность командира роты в 395-м стрелковом полку в районах Олевск, Коростень. В составе этих частей участвовал в боях с бандформированиями Тютюнника, Мордалевича и Орлика в районах города Коростень, м. Бородянка, ст. Тетерев.

#### Межвоенные годы
С марта 1922 года  проходил службу командиром роты в 132-м Донецком стрелковом полку 44-й стрелковой дивизии КВО в городе Житомир. В сентябре 1924 года командирован на учебу в Киевскую объединенную военную школу. После ее окончания в августе 1926 года назначен в 15-й стрелковый полк 5-й стрелковой дивизии БВО, где исполнял должность командира роты и помощника начальника штаба полка. В ноябре 1931 года переведен в 14-й стрелковый полк этой же дивизии, исполнял должности командира стрелкового батальона, начальника штаба учебного батальона, помощника командира полка по строевой части, врид командира полка. В январе 1939 года майор  Телков был назначен командиром 190-го стрелкового полка той же дивизии Белорусского особого военного округа. Полк в составе дивизии участвовал в походе Красной армии в Западную Белоруссию. В сентябре дивизия в составе Особого корпуса была введена в Прибалтику. Вначале она дислоцировалась в городе Алитус, а с вхождением прибалтийских государств в состав СССР и образованием ПрибОВО с июля 1940 года — в городе Каунас. Накануне войны дивизия входила в состав 16-го стрелкового корпуса 11-й армии.

#### Великая Отечественная война
С началом войны 190-й стрелковый полк под его командованием в составе этих же дивизии, корпуса и армии принимал участие в приграничном сражении на Северо-Западном фронте западнее Каунаса. После неудачных боев под натиском превосходящих сил противника дивизия вынуждена была отходить на Вильнюс. При отходе она попала в окружение, однако сумела выйти к своим войскам. 7 июля 1941 года  подполковник  Телков получил тяжелое ранение, но остался в строю. С 1 сентября 1941 года вступил во временное командование 5-й стрелковой дивизии. Осенью дивизия под его командованием в составе 27-й армии Северо-Западного фронта, затем 31-й армии Калининского фронта вела оборонительные бои в полуокружении на ближних подступах к городу Калинин. С 15 ноября 1941 года  Телков командовал 37-й отдельной курсантской стрелковой бригадой на Калининском и Северо-Западном фронтах. В бою 21 мая 1942 года в районе деревни Кобылкино он получил пулевое ранение в руку и до 9 июля находился в эвакогоспитале, затем исполнял должность командира 15-й отдельной стрелковой бригадой Северо-Западного фронта.
Директивой Ставки ВГК от 20 марта 1943 года бригада была переформирована в 51-ю стрелковую дивизию, а полковник  Телков утвержден ее командиром. Дивизия формировалась в период с 15 апреля по 31 июня в составе 3-й резервной армии МВО, затем была подчинена 21-й армии резерва Ставки ВГК. В начале августа  Телков был направлен на учебу в Высшую военную академию им. К. Е. Ворошилова, после окончания ускоренного курса в конце декабря 1943 года направлен в распоряжение Военного совета Белорусского фронта.
С 13 марта 1944 года допущен к исполнению должности заместителя командира 41-го стрелкового корпуса. С 15 июля по 21 сентября временно командовал 120-й гвардейской стрелковой Рогачевской Краснознаменной дивизией. В ходе Белорусской наступательной операции ее части в составе 3-й армии 2-го Белорусского фронта принимали участие в прорыве сильно укрепленной обороны противника на реке Друть западнее города Могилев и наступлении на белостокском направлении. 27 июля они овладели городом Белосток, а 6 сентября — крепостью Остроленка. С сентября  Телков вновь исполнял должность заместителя командира 41-го стрелкового корпуса.
С 26 декабря 1944 года полковник  Телков был утвержден командиром 120-й гвардейской стрелковой Рогачевской дивизии. До конца войны дивизия под его командованием вела боевые действия в составе 3-й армии 2-го Белорусского, с 10	февраля 1945 года — 3-го Белорусского, а с 16 апреля — 1-го Белорусского фронтов и участвовала в Восточно-Прусской, Млавско-Эльбингской и Берлинской наступательных операциях. За образцовое выполнение заданий командования в боях с немецкими захватчиками при овладении городами Вормдитт, Мельзак дивизия под командованием генерал-майора Телкова была награждена орденом Кутузова 2-й степени, а за овладение городом Хейлигенбайль — орденом Суворова 2-й степени.
За время войны комдив Телков  был  девять  раз персонально упомянут в благодарственных в приказах Верховного Главнокомандующего.

#### Послевоенное время
После войны продолжал командовать этой дивизией в БВО. С октября 1947 года  по ноябрь 1948 года находился на курсах усовершенствования командиров стрелковых дивизий при Военной академии им. М. В. Фрунзе, после окончания назначен заместителем командира 19-го стрелкового корпуса ЗакВО. С января 1953 года назначен начальником военной кафедры Одесского сельскохозяйственного института. 27 октября 1954 года гвардии генерал-майор Телков  уволен в запас.
Жил в Одессе. Скончался 2 февраля 1969 года, похоронен на Втором Христианском кладбище Одессы.

## Награды
СССР
- орден Ленина (21.02.1945)[7][8]
- четыре ордена Красного Знамени (31.08.1941[9], 20.07.1944[10],  03.11.1944[8][11], 15.11.1950[8])
- орден Суворова II степени (10.04.1945)[12]
- орден Кутузова II степени (29.05.1945)[13]
- орден Отечественной войны I степени (10.08.1944)[14]
  - медали в том числе:
  - «XX лет Рабоче-Крестьянской Красной Армии» (1938)[14]
  - «За оборону Москвы» (1944)[15]
  - «За победу над Германией в Великой Отечественной войне 1941—1945 гг.» (1945)[15]
  - «За взятие Кёнигсберга» (1945)[15]
  - «За взятие Берлина» (1945)[15]
  - «За освобождение Варшавы» (1945)[15]

Приказы (благодарности) Верховного Главнокомандующего в которых отмечен П. С. Телков.
- За овладение штурмом городом и крупным промышленным центром Белосток — важным железнодорожным узлом и мощным укрепленным районом обороны немцев, прикрывающим пути к Варшаве. 27 июля 1944 года. № 151.
- За переход  в наступление на двух плацдармах на западном берегу реки Нарев, севернее Варшавы, прорыв глубоко эшелонированной обороны противника и овладение  сильными опорными пунктами обороны немцев городами Макув, Пултуск, Цеханув, Нове-Място, Насельск. 17 января 1945 года.  № 224.
- За прорыв сильно укрепленной оборону немцев на южной границе Восточной Пруссии, вторглись в её пределы и овладение городами Найденбург, Танненберг, Едвабно и Аллендорф — важными опорными пунктами обороны немцев. 21 января 1945 года. № 239.
- За овладение городами Восточной Пруссии Вилленберг, Ортельсбург, Морунген, Заальфельд и Фрайштадт — важными узлами коммуникаций и сильными опорными пунктами обороны немцев. 23 января 1945 года. № 246.
- За овладение штурмом городами Вормдитт и Мельзак – важными узлами коммуникаций и сильными опорными пунктами обороны немцев. 17 февраля 1945 года. № 282.
- За овладение городом Браунсберг — сильным опорным пунктом обороны немцев на побережье залива Фриш-Гаф. 20 марта 1945 года. № 303.
- За овладение городом Хайлигенбайль — последним опорным пунктом обороны немцев на побережье залива Фриш-Гаф, юго-западнее Кёнигсберга. 25 марта 1945 года. № 309.
- За завершение ликвидации окруженной восточно-прусской группы немецких войск юго-западнее Кенигсберга. 29 марта 1945 года. № 317.
- За завершение ликвидации группы немецких войск, окруженной юго-восточнее Берлина. 2 мая 1945 года. № 357.

Других государств
- Офицер ордена «Легион почёта» (США- май 1945)[4].
- Кавалер рыцарского ордена «Виртути Милитари» (ПНР - 1945)[4].
- медаль «За Варшаву 1939—1945» (ПНР- 1945)[4].
- медаль «За Одру, Нису и Балтику» (ПНР- 1945)[4].